# Hortênsia Mancini
Hortênsia Mancini (em italiano:  Ortensia Mancini; francês: Hortense Mancini; Roma, 6 de junho de 1646 – Chelsea, 2 de julho de 1699), duquesa de Mazarin, Mayenne e de La Meilleraye, foi uma das famosas sobrinhas do Cardeal Jules Mazarin, conhecidas como Mazarinettes. Considerada a mulher mais bela do século XVII (depois de Ninon de Lenclos), ela foi amante do rei Carlos II de Inglaterra.

## Aparência

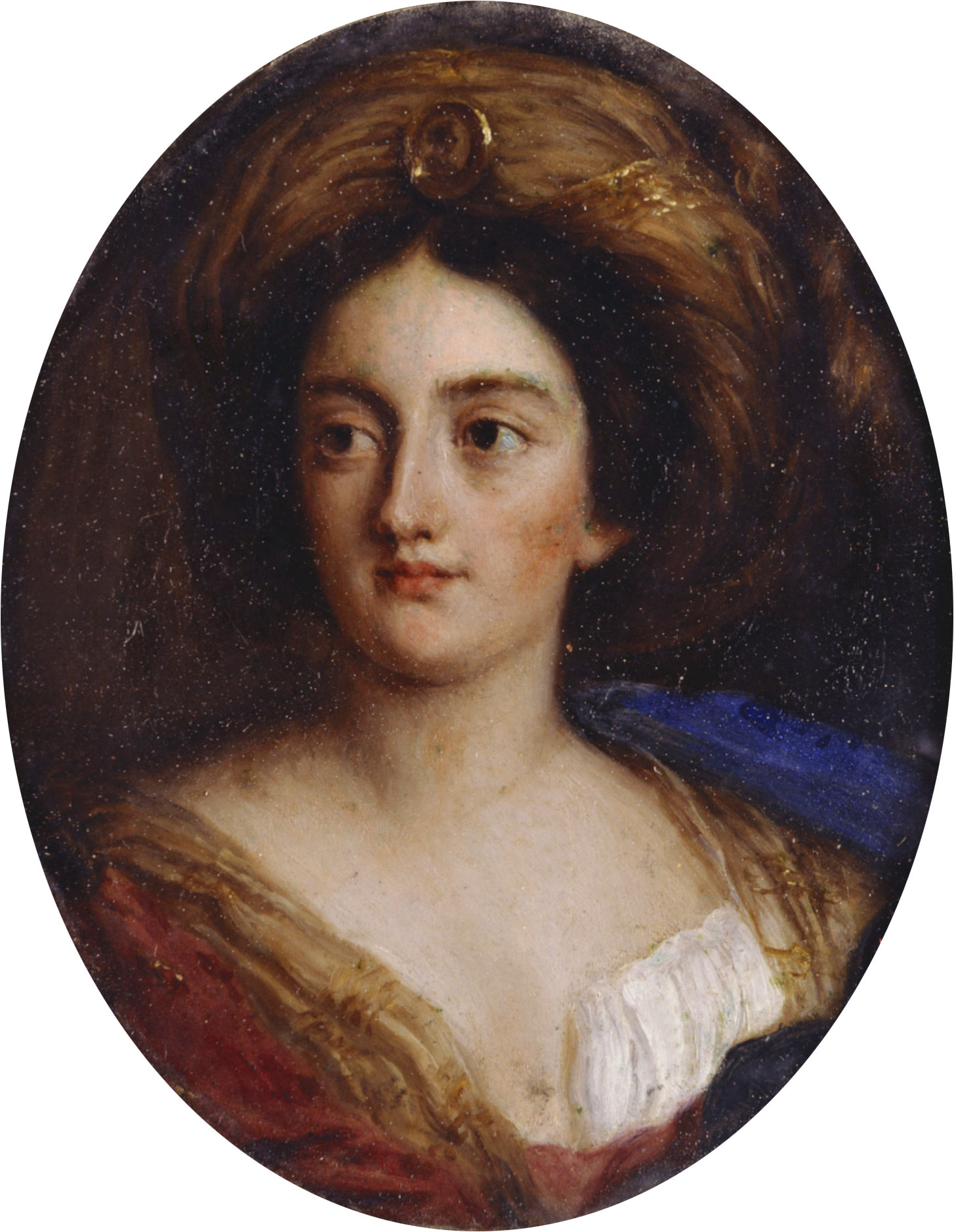
Hortênsia Mancini, duquesa de Mazarin, retratada como Cleópatra
Por Jacob Ferdinand Voet, c. 1670. Na Royal Collection.

Hortênsia foi descrita como sendo uma jovem inteligente de cabelos cacheados escuros. De acordo com a historiadora moderna Elizabeth C Goldsmith, Hortênsia possuia uma aspecto mais frágil que sua irmã Maria, mas ainda sim notável por sua beleza delicada. Ela foi considerada a mulher mais bela de seu tempo depois de Ninon de Lenclos.
Em 1930, o escritor e diplomata Mauricio López Roberts (1873-1940) publicou dois artigos no jornal ABC sobre a Coleção de Pintura Conde de la Cimera, um dedicado à pintura do século XVII intitulada A Primavera (autor desconhecido), cujos verbetes coletados apontam como sendo uma representação de Hortênsia.
Sobre A Primavera, López Roberts escreve: 
| “ | "Uma delas, Hortênsia Mancini, que carregava o título de Duquesa de Mazarin, instituído para perpetuar a memória daquele grande homem representa aqui a primavera sob a forma de uma mulher alta, graciosa e flexível, cuja figura graciosa eleva a graça ondulante de um junco sobre uma paisagem sorridente, onde jardins floridos se aquecem no doce ar da primavera, casais elegantes passeando e brincando pelos caminhos, ao lado de fontes, perto das inúmeras e perfumadas flores. 'Mazarin preservou tal beleza em um esplêndido, fresco e florido ramo de uma roseira, onde enormes rosas abrem pomposamente a amplitude de seus cálices, sendo como uma homenagem da primavera àquela que a representa tão perfeitamente..." | ” |

## Biografia

### Primeiros Anos
Nascida em 6 de junho de 1646 em Roma, Hortênsia (em italiano: Ortensia) era filha do barão Lorenzo Mancini e sua esposa Geronima Mazzarini. Hortênsia possuia quatro irmãs, Laura, Olímpia, Maria e Maria Ana, notáveis por sua grande beleza. Após a morte do pai, em 1660, Hortênsia e as irmãs foram levadas de Roma a Paris na esperança de usar a influência do irmão de sua mãe, o Cardeal Mazarin, ministro do rei Luís XIV, para conseguir casamentos vantajosos para elas.

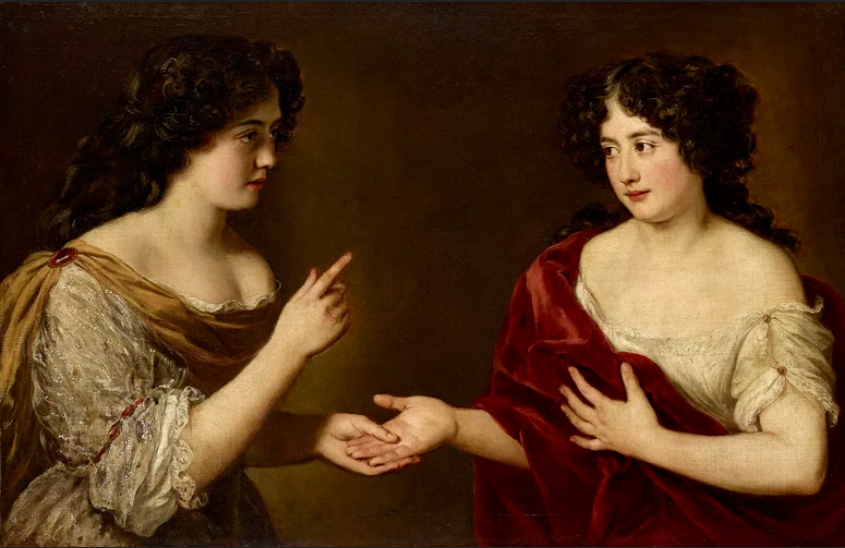
Hortênsia Mancini, duquesa de Mazarin (1646-99) (esq.) e sua irmã Maria Mancini (1639-1715)
Por Jacob Ferdinand Voet, c. 1661. Na Royal Collection.

Em 1659, Carlos Stuart, filho do desafortunado Carlos I de Inglaterra e exilado na França desde a Guerra Civil Inglesa, pediu a mão de Hortênsia em casamento, mas seu tio julgou melhor não aceitar a oferta de um rei exilado com poucas perspectivas. Mazarin, no entanto, percebeu seu erro quando Carlos foi reestaurado como rei da Inglaterra apenas alguns meses depois; mais tarde, quando Mancini fugiu do marido agressivo, o rei Carlos II acolhe-a com boa vontade na corte inglesa e lhe concede uma pensão de quatro mil libras esterlinas. Hortênsia também foi pedida em casamento por Carlos Emanuel II, duque de Saboia, mas as negociações matrimoniais fracassaram quando o Cardeal Mazarin se recusou a incluir o castelo-fortaleza de Pinerolo em seu dote. Por razões semelhantes, uma oferta feita pelo duque de Lorena também foi rejeitada.

### Casamento

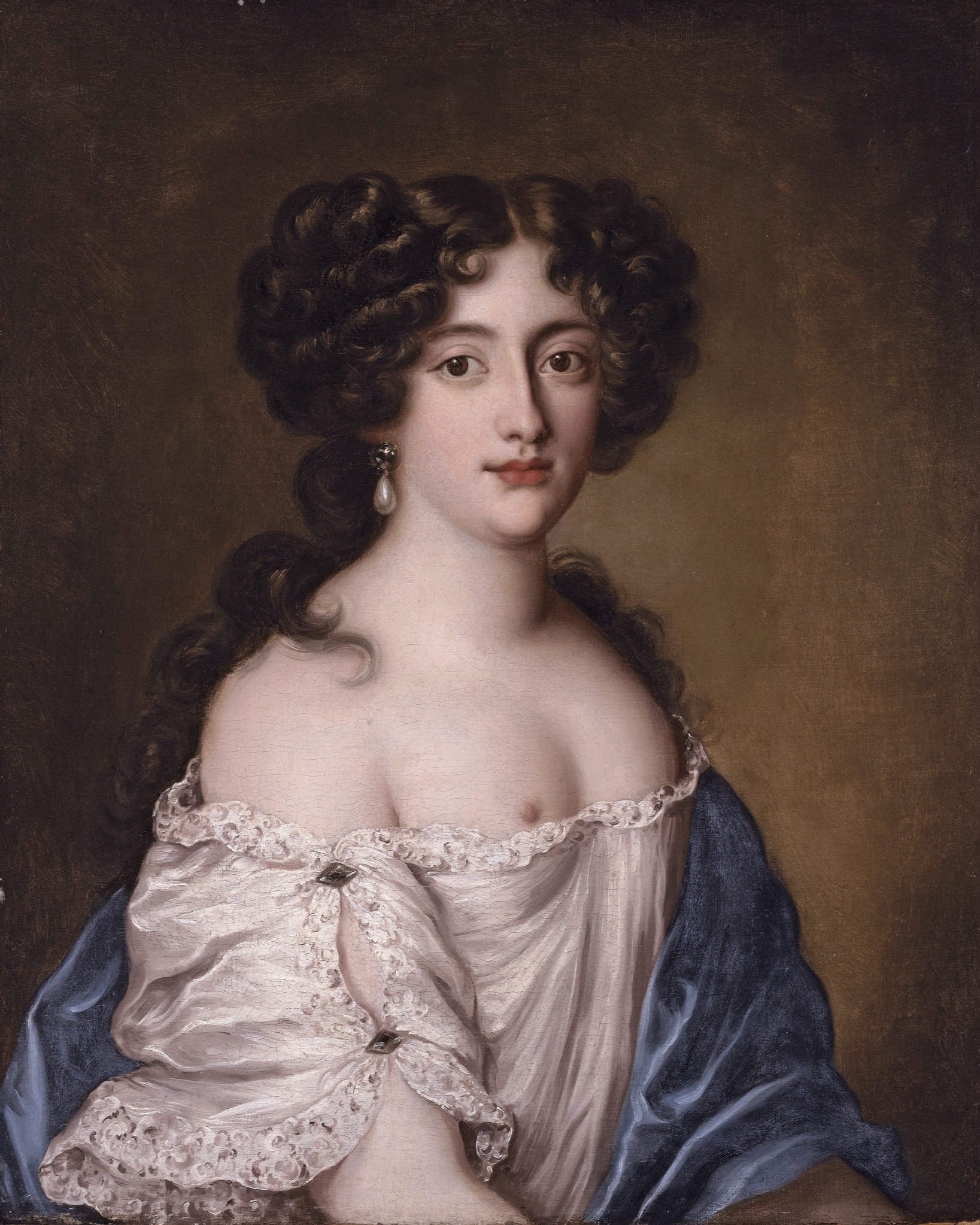
Hortênsia Mancini, duquesa de Mazarin, retratada como a deusa grega Afrodite c. 1675, por Jacob Ferdinand Voet. O seu seio esquerdo à mostra indica sua posição como amante real.

Em 1 de março de 1661, Hortênsia, de quatorze anos, se casou com um dos homens mais ricos da Europa, Armand Charles de La Porte, 2.º duque de La Meilleraye. Na sequência do seu casamento, Hortênsia recebeu o título de "Duquesa de Mazarin". Após a morte do seu tio, o cardeal Mazarin, Hortênsia e o marido tiveram acesso à sua enorme herança, que incluía o Palais Mazarin em Paris, lar de muitas peças de belas-artes.
No entanto, o casal era infeliz. Hortênsia era jovem, brilhante e popular, ao passo que Armand-Charles era mesquinho e extremamente ciumento, para não mencionar mentalmente instável. Seu comportamento estranho incluía impedir que as leiteiras fizessem seu trabalho (para ele, as tetas das vacas tinham fortes conotações sexuais), arrancar todos os dentes da frente de suas criadas para evitar que atraíssem a atenção masculina e lascar e pintar todas as "partes obscenas" de sua fantástica coleção de arte. Ele proibia sua esposa de manter companhia com outros homens, fazia buscas à meia-noite por amantes escondidos, insistia que ela passasse um quarto do dia em oração e a forçava a deixar Paris e se mudar com ele para o campo.
Nesse ínterim, Hortênsia começou um relacionamento lésbico com Sidonie de Courcelles, de dezesseis anos. Numa tentativa de remediar a imoralidade da esposa, o marido enviou as duas para um convento. Essa tática falhou, pois ambas atormentavam as freiras com brincadeiras; elas adicionavam tinta à água benta, encharcavam as camas das freiras e tentavam escapar pela chaminé.
Cansada da conturbada vida conjugal, Hortênsia, deixando seus filhos pequenos para trás, empreende uma fuga de casa na noite de 13 de junho de 1668. Com a ajuda de seu irmão, o duque de Nevers, ela conseguiu cavalos e uma escolta para ajudá-la a viajar para Roma, onde ela esperava se refugiar na casa da sua irmã Maria Mancini, agora casada com um príncipe de Colonna. O duque de Meilleraye, furioso com sua mulher, abre queixa contra seu cunhado, o duque de Nevers, no Parlamento por haver favorecido a partida de Hortênsia, e obtem um mandato pelo qual estava autorizado a prender a mulher quando e onde o conseguisse. No entanto, Hortênsia, cansada das confusões que precisava suportar por parte de seus parentes, escreve ao marido rogando seu perdão e pedindo que a recebesse de volta, prometendo a partir daí seguir apenas seus conselhos; mas o duque de Mailleraye responde que, somente após uma estadia da mulher por dois anos num convento, ele veria o que poderia fazer. O dinheiro que ela tinha logo esgotou-se : não lhe restavam senão pedrarias, que ela penhora por uma quantia bem inferior a seu valor; e ela retorna à França para solicitar uma pensão sobre os bens enormes que havia levado ao marido.
O rei francês Luís XIV declarou-se seu protetor e concedeu uma pensão anual de 24 mil livres. Seu antigo pretendente, o duque de Saboia, também se declarou seu protetor. Como resultado, Hortênsia se retirou para Chambéry, em Saboia, e estabeleceu sua casa como um ponto de encontro para autores, filósofos e artistas. Após a morte do duque, porém, ela foi expulsa por sua viúva, Maria Joana Batista de Saboia, devido ao envolvimento romântico de Hortênsia com seu marido. Após a morte de Saboia, Hortênsia não tinha mais fonte de renda; seu marido congelou toda a sua renda, incluindo a pensão de Luís XIV. O embaixador inglês na França, Ralph Montagu, ciente da situação desesperadora de Hortênsia, pediu sua ajuda para aumentar sua própria posição com Carlos II. Ele esperava que ela substituísse a atual amante do rei, Louise de Kerouaille, duquesa de Portsmouth. Hortênsia estava disposta a tentar. Em 1675, ela viajou para Londres sob o pretexto de uma visita à sua jovem sobrinha, Maria de Módena, a nova esposa do irmão mais novo de Carlos II, Jaime, duque de Iorque. Hortênsia estava vestida como um homem; sua propensão ao travestismo é considerada por alguns historiadores como uma expressão externa de sua neutralidade de gênero. A publicação de uma tradução em inglês de suas memórias a tornou conhecida pela sociedade inglesa antes de sua chegada.

### Vida na Inglaterra

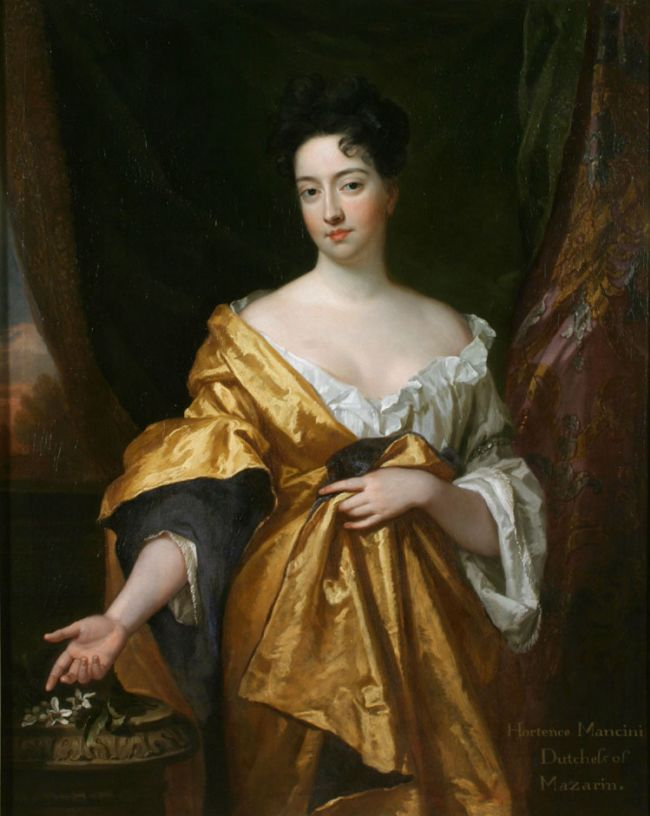
Hortênsia retratada durante sua estadia na Inglaterra em 1693, por Sir Godfrey Kneller.

Na Inglaterra, Hortênsia, em meados de 1676, cumpriu seu propósito; ela havia tomado o lugar de Louise de Kerouaille como amante de Carlos II. O rei lhe forneceu uma pensão de £ 4.000, o que aliviou consideravelmente seus problemas financeiros. No entanto, sua posição como favorita de Carlos não tardou em malograr-se, em grande parte devido a promiscuidade de Hortênsia; ela chegou a ganhar o apodo de "a prostituta italiana" na Inglaterra. Em primeiro lugar, houve seu relacionamento quase certamente sexual com a condessa de Sussex, filha bastarda do rei com a duquesa de Cleveland. Isso culminou em um duelo de esgrima público no St. James's Park, com as mulheres vestidas com camisolas, após a qual o marido da condessa ordenou que sua esposa fosse para o campo. Lá, no entanto, ela se recusou a fazer qualquer coisa além de ficar deitada, beijando repetidamente uma miniatura de Hortênsia. Em segundo lugar, ela começou um caso com Luís I de Grimaldi, Príncipe de Mônaco. Carlos II protestou e cortou sua pensão, embora em alguns dias ele se arrependeu e reiniciou os pagamentos. No entanto, isso significou o fim da posição de Hortênsia como a favorita do rei. Embora ela e Carlos continuassem amigos, a duquesa de Portsmouth retornou ao seu papel como amante real até a morte do rei.
Após a morte de Carlos II, Hortênsia continuou bem provida por Jaime II, possivelmente por causa de seu parentesco com a esposa do novo rei, Maria de Módena. Mesmo quando Jaime fugiu da Inglaterra e Guilherme III e Maria II chegaram ao poder, ela ainda recebia sua pensão, embora em um valor muito reduzido. Durante esse tempo, Hortênsia presidiu um salão literário, frequentado por intelectuais. Foi considerado um dos salões mais celebrados da Europa do século XVII. Charles de Saint-Évremond, o grande poeta e epicurista, era um amigo próximo e trouxe à sua porta todos os homens cultos de Londres. Além disso, mulheres compareceram, incluindo Nell Gwyn, Barbara Villiers e Louise de Kéroualle. O champanhe fez sua primeira aparição na sociedade inglesa como uma bebida da moda. As mulheres podiam jogar e também se misturar com dramaturgos, teólogos e cientistas para falar sobre eventos e ideias atuais.

### Morte
Hortênsia morreu em 2 de julho de 1699. A causa da morte pode ter sido suicídio. Seu marido se mostrou lesivo mesmo após sua morte; ele carregou o corpo de Hortênsia com ele em suas viagens pela França, antes de finalmente permitir que ela fosse enterrada no túmulo de seu tio, o cardeal Mazarin.

## Memórias
As "Mémoires de la duchesse Mazarin" ("Memórias da Duquesa Mazarin") na verdade não são escritas por ela e sim obra do abade de Saint-Réal. Pierre Bayle, no entanto, não tem esta opinião; mas Pierre Des Maizeaux nos ensina que era proprietário de um exemplar da primeira e rara edição dessas memórias, de 1675, que haviam pertencido a Hortênsia e que estavam repletas de correções marginais feitas pela mão de St-Réal.
Estas "Memórias" foram reimpressas dentro do "Mélange curieux des meilleures pièces attribuées à St-Evremond" ("Coleção Curiosa das Melhores Peças Atribuídas a St-Evremond"), t. 2, e no "Recueil des œuvres de St-Réal" ("Conjunto das Obras de St-Réal"), t. 6.
Pode-se também consultar : 
- "Oração Fúnebre da Duquesa Mazarin", por St-Evremond, peça composta em 1684, a pedido de Hortense, que desejava saber o que se diria sobre ela após sua morte;
- "Carta abordando o carater da Duquesa Mazarin";
- O "Plaidoyer" de Erard ;
- As "Anotações", e ontras peças inseridas no "Mélange curieux", já citado.

Foi publicado em Paris, em 1808, "La duchesse Mazarin, mémoires écrits par elle-même" ("A Duquesa Mazarin, Memórias Escritas por Ela Mesma"), in-8 et 2 vol. in-12. É uma reimpressão das "Memórias"  feitas por St-Réal, e que foi desfigurada com  inserções retiradas de diversas fontes que não merecem total confiança.[carece de fontes?]

## Galeria

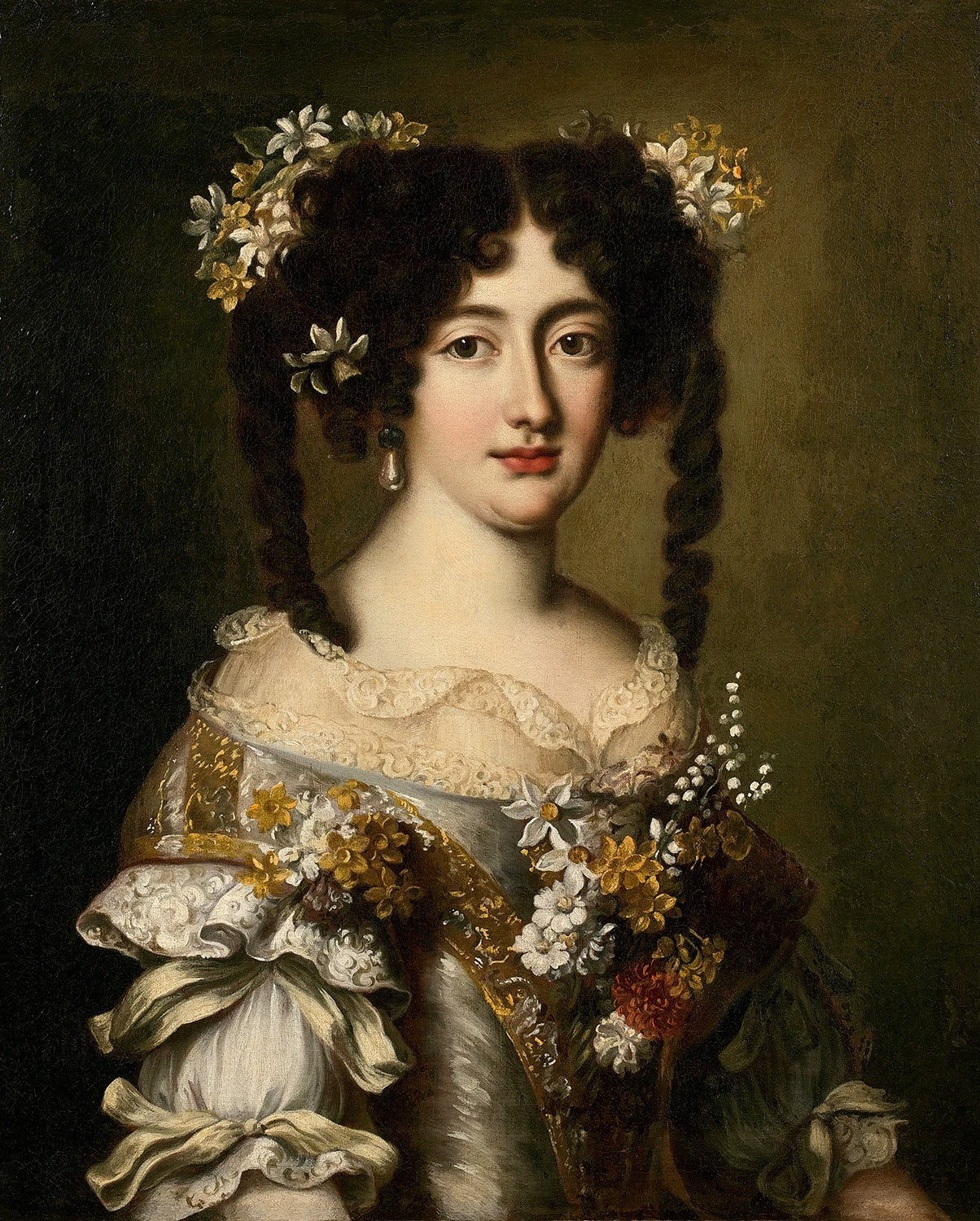
Retrato de Hortênsia Mancini
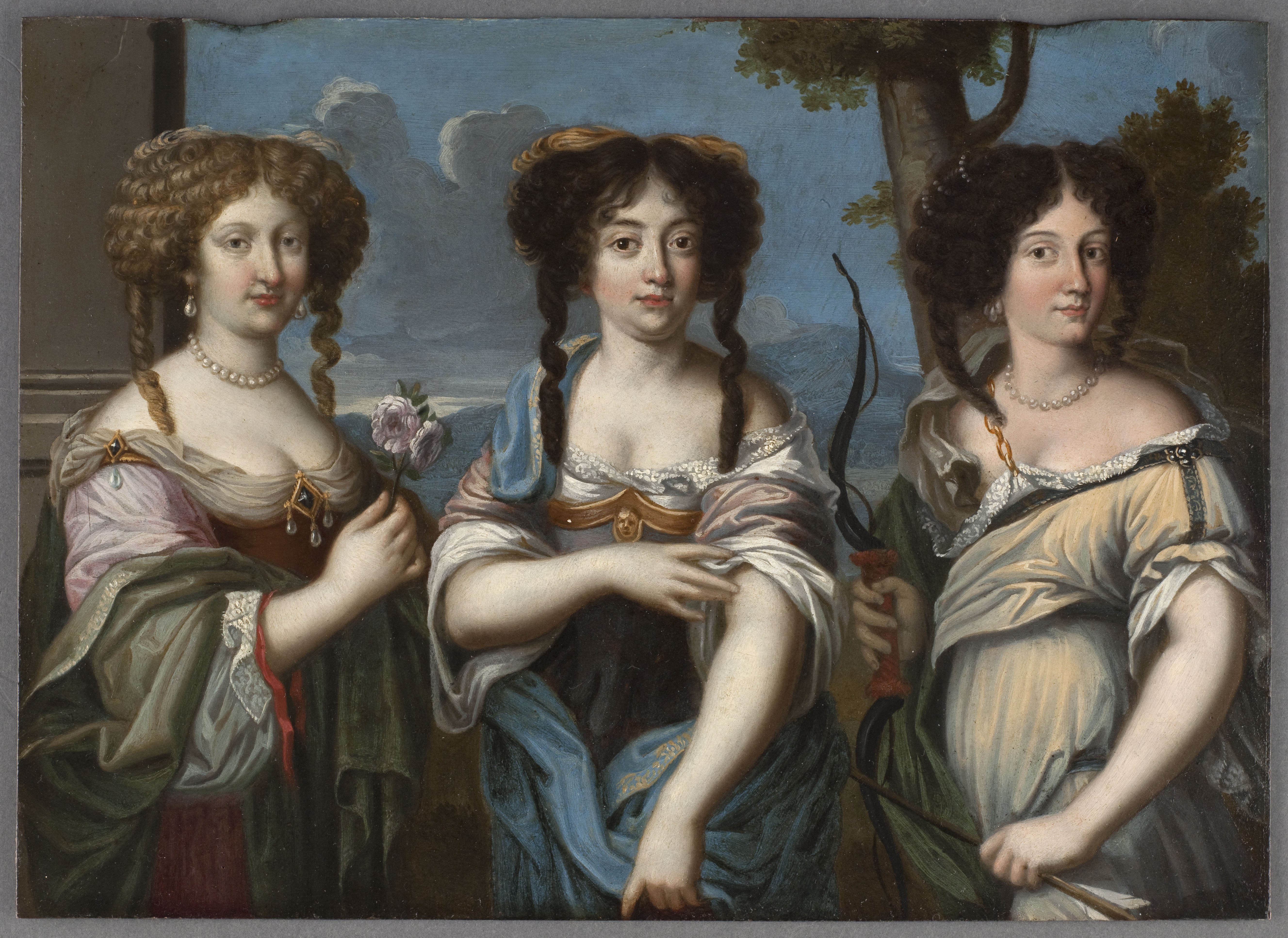
Retrato de três sobrinhas do cardeal Mazarin retratadas como as deusas romanas Vênus, Juno e Diana. Em sentido horário: Olímpia, Hortênsia e Maria Mancini
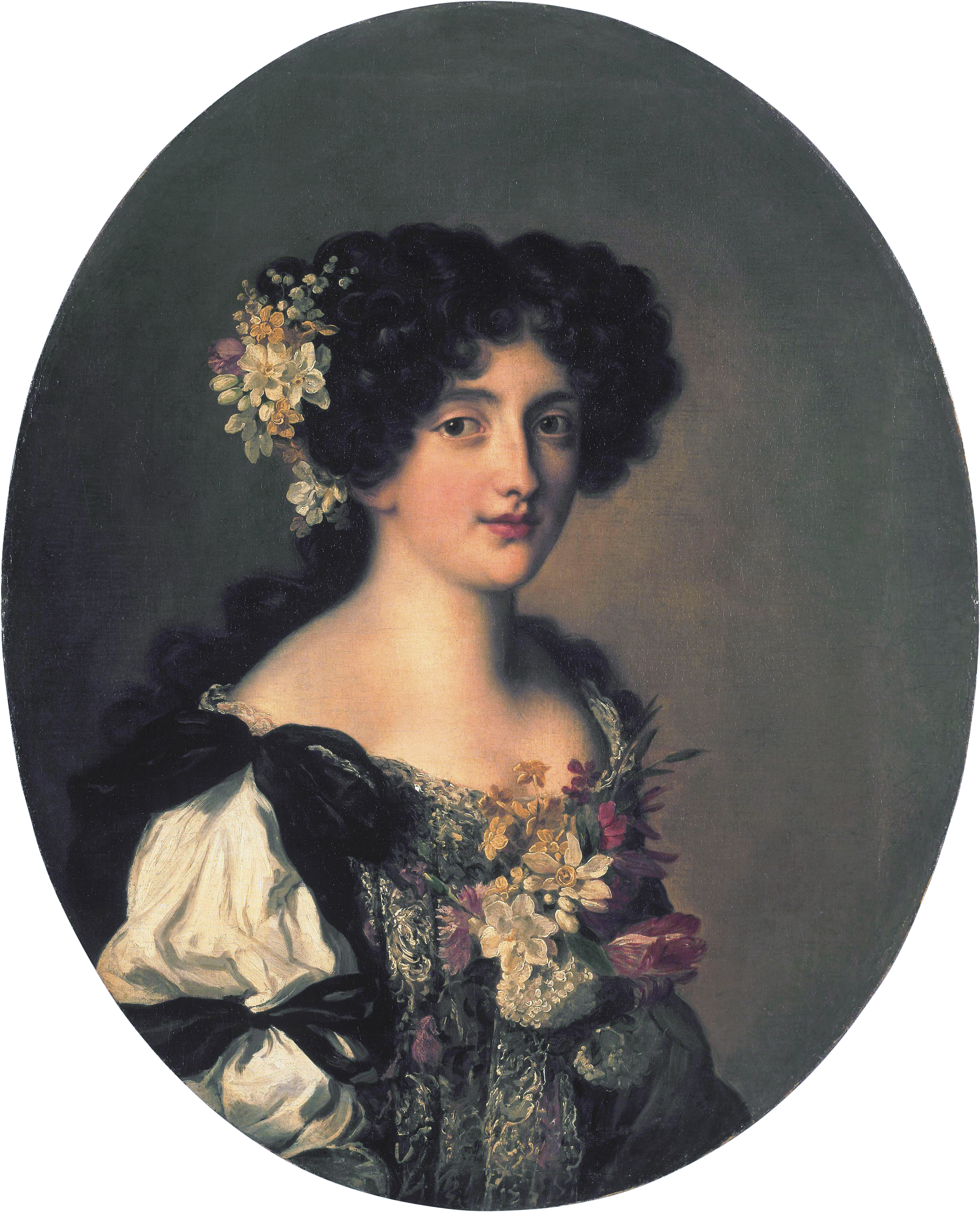
Retrato de Hortênsia Mancini. No Museu Hermitage

## Descendência

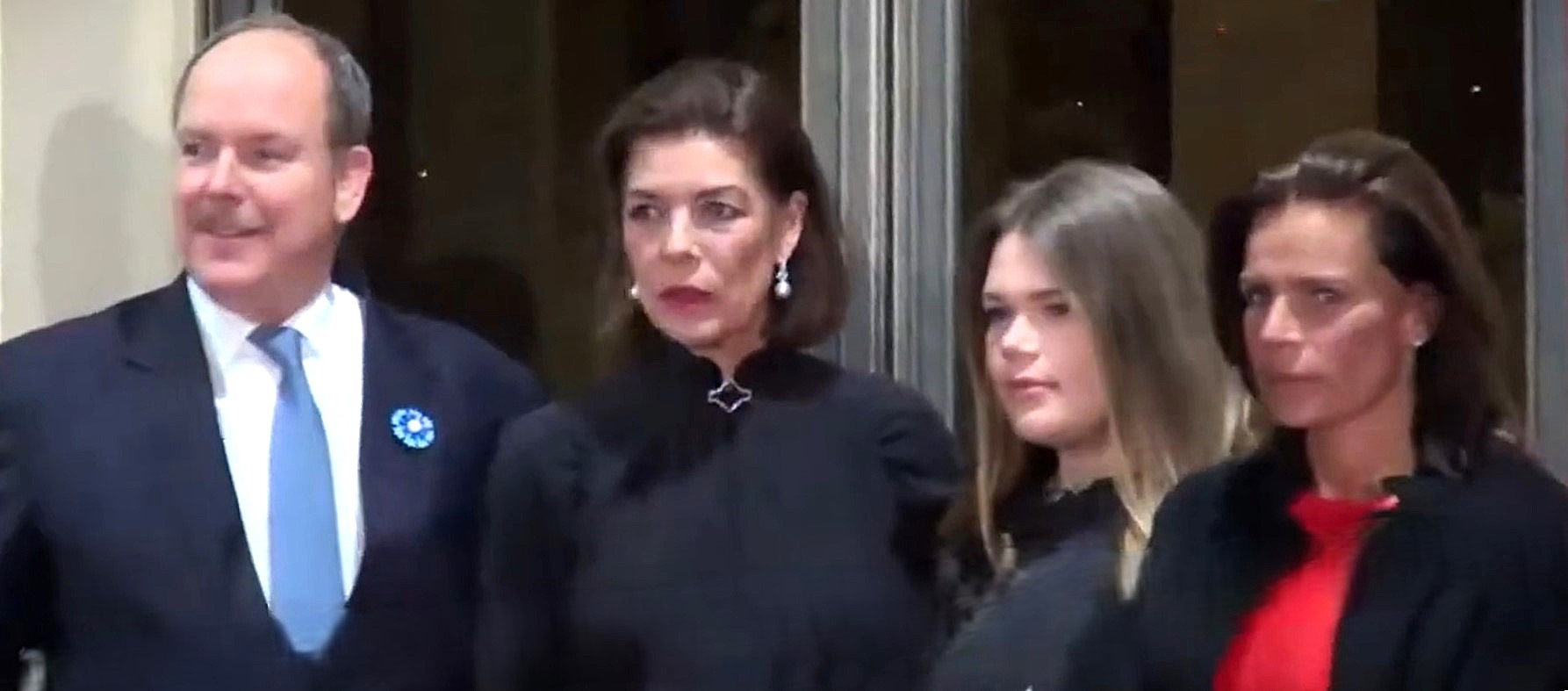
A atual família principesca de Mônaco é descendente de Hortênsia.

| Nome            | Nascimento | Morte | Notas |
| --------------- | ---------- | ----- | --- |
| Marie Charlotte | 1662       | 1729  | Casada com Louis Armand de Vignerot du Plessis, duque de Aiguillon. |
| Marie Anne      | 1663       | 1720  | Tornou-se abadessa. |
| Marie Olympe    | 1665       | 1754  | Casada com Louis Christophe Gigault, marquês de Bellefonds e de Boullaye. |
| Paul Jules      | 1666       | 1731  | Duque de Mazarin e de La Meilleraye. Casado com Charlotte Félice Armande de Durfort-Duras; uma filha do casal, Armande Félice de La Porte Mazarin, casada com o marquês de Mailly-Nesle, foi mãe das cinco célebres irmãs de Nesle, quatro das quais foram amantes do rei Luís XV de França. Armande Félice também teve uma filha ilegítima, Henriette de Bourbon (1725–1780), Mademoiselle de Verneuil, fruto de seu relacionamento com o duque de Bourbon, ministro de Luís XV de 1723 a 1726. O filho de Paul Jules, Guy Jules Paul de La Porte, duque Mazarin et de La Meilleraye (1701–1738) foi bisavô de Luísa de Aumont, duquesa Mazarin e de La Meilleraye (1759–1826), que se casou com Honorato IV, Príncipe de Mônaco em 1777. Deste casamento descendem os atuais príncipes soberanos de Mônaco, incluindo o príncipe Alberto II de Mônaco. |